# Nicholas Quinn (nuotatore)
Nicholas Quinn (Castlebar, 3 giugno 1993) è un nuotatore irlandese, specializzato nello stile rana.

## Biografia
Il padre era originario di Waterford; la madre Mary di Turlough Road, Castlebar. Si è formato presso l'Università di Edimburgo dove ha fatto un master in psicologia. Gareggia per la squadra sportiva dell'università.
Ha rappresentato l'Irlanda ai Giochi olimpici estivi di Rio de Janeiro 2016 gareggiando nei 200 metri e 200 metri rana, classificandosi rispettivamente trentatreesimo e diciannovesimo.